# Smaragd
A smaragd a berill zöld színváltozata. A legszebb smaragdokat Kolumbia adja, így az amerikai kontinens felfedezése előtt ez a drágakő a legnagyobb ritkaságok közé tartozott. Az ókorban bányászott smaragdok egyiptomi bányákból kerültek elő.

## Nevének eredete
A smaragd név ókori: a görögök a zöld drágaköveket nevezték szmaragdosz-nak.

## Jellemzése
Amerika felfedezése előtt a smaragd a legnagyobb ritkaságok közé tartozott, mert a leggazdagabb smaragdbányák Kolumbiában vannak. Az ókor smaragdjai valószínűleg a ma már csak történelmi nevezetességű egyiptomi bányákból valók, amelyekben az egyiptomi hieroglif feljegyzések szerint már i. e. 1650-ben dolgoztak, és ahonnan VII. Kleopátra királynő drágakövei is származtak. E régi bányák felkutatására 1816-ban Muhammad Ali egyiptomi alkirály expedíciót küldött ki, amelynek sikerült is a bányákat megtalálni. Ezek részben Dzsebel-Zubara vidékén, Kuszeirtől délre, Asszuántól keletre, részben pedig e területtől délre, Szikait-vádi környékén voltak. Az anyakőzet csillámpala és szteatitpala. Az expedíció felfedező munkája után e bányákban újra megkezdték a munkát, de csakhamar abbahagyták, mert a talált smaragdok minősége általában nagyon gyenge volt, úgyhogy a bányászat fenntartása nem lett volna hasznot hajtó.1927-ben Afrikában, az egykori Transvaal tartomány északi részében a Leydsdorp közelében biotit- és amfibolpalában smaragd-előfordulást fedeztek fel.
A legszebb smaragdokat Kolumbia szolgáltatja, ahol a Cordillera Orientalban, Bogotá vidékén, egy sötét színű palában ereket alkotó mészkőben található. Innen származik a világ egyik legértékesebb darabja, a Gachalá is. A smaragd-bányákat már a régi bennszülöttek is ismerték; a smaragdot fejtették, ékkőnek használták és templomaikat díszítették vele. A smaragdtartalmú kőzetet külfejtéssel, lépcsősen fejtik és így keresik a mészkőereket, amelyek teljesen szabálytalanul vannak a kőzetben. A kifejtett mészkődarabokat azután összetörik s ebből a törmelékből keresik ki a smaragdokat. A meddő kőzetdarabokat és az elhasznált törmeléket a bánya fenekére hányják s onnan vízárammal távolítják el. A smaragdok színe igen gyakran a legszebb zöld, de a világosabb színű kövek gyakoribbak. A foltos és zónás színezés is sokszor előfordul. A kövek átlátszósága igen változó. Tökéletes átlátszóság és szép szín együtt elég ritka; a szép színű kövek értékét igen sokszor csökkenti a gyenge átlátszóság.
A régi smaragdok egy része Peruból származik, de a régi bányák helye ma jószerivel ismeretlen.

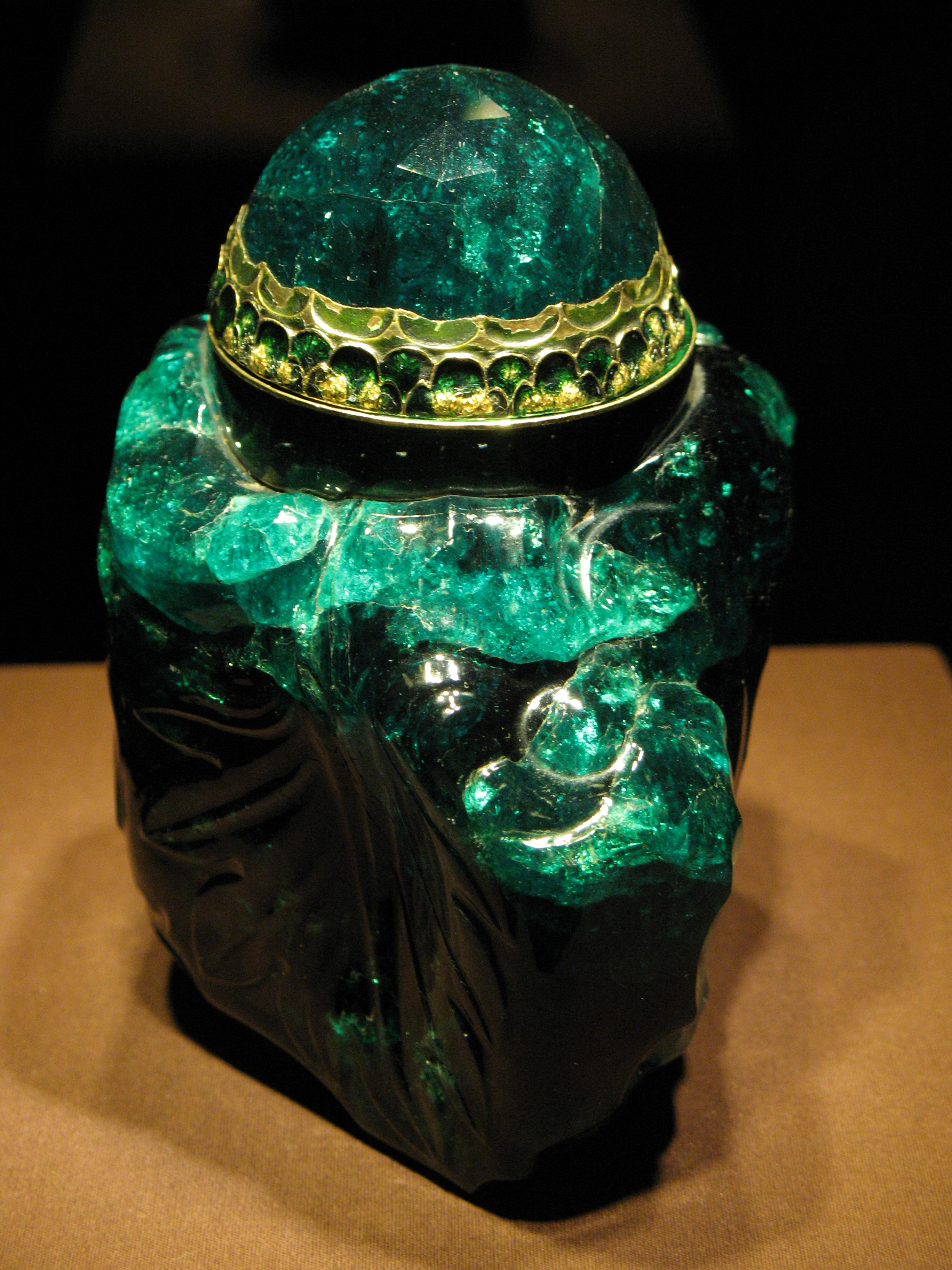
Smaragd dísztárgy a bécsi kincstárban

Az Urál vidékén egy gyantász-paraszt fedezte fel véletlenül 1830-ban az első smaragdokat, aki a Tokovaja folyó Reft folyóba való betorkollásánál favágás közben, egy kidöntött fa gyökerei között néhány nagyobb kristályt és több apró smaragdtöredéket talált. A szép zöld köveket Jekatyerinburgba vitte, ahol kőcsiszoló-műhely létezett, s ahol bebizonyították, hogy igazi smaragdokról van szó. A smaragd itt csillámpalában található. A kristályok nagysága elég tekintélyes, még 20 cm hosszú kristályt is találtak, a nagy kristályok azonban silányabb minőségük miatt csiszolásra nem alkalmasak. A drágakőnek megfelelő kövek egy karátnál ritkán nagyobbak. A minőség gyengébb, mint a kolumbiai köveké, de azért itt is találtak szép színű és átlátszó kristályokat.
Brazília Minas Gerais tartományának több pontjáról is kerültek smaragdok a drágakőpiacra. A legszebbek Esmeraldas közelében, Santa Anna dos Ferros mellett fordulnak elő, ahol a gnájszot átjáró pegmatitban találhatók.
Brazília másik smaragd-előfordulási helye Bahia tartomány déli részében, Villa do Bom Jesus dos Meiros környékén van. Az anyakőzet dolomitos márvány, a smaragd azonban mindenütt az ezt átszelő kvarcerekhez van kötve. Rendkívül jellemző a Bom Jesus-i smaragdokra a kissé világosabb szín és sárgás árnyalat.
Európa régi smaragdlelőhelye a Salzburg melletti a Habach-völgyben van, amelyet állítólag már a rómaiak is ismertek, és ahol még ma is folyik a smaragdok keresése. Az előfordulás nagyon hasonlít az urálihoz, mert a smaragd itt is csillámpalában található. A talált kristályok néha szép sötétzöldek, legnagyobb részük azonban zavaros, gyengén átlátszó, vagy teljesen átlátszatlan, úgyhogy csak igen kevés használható fel drágakőnek.
Ausztráliában 1912-ben a nyugat-ausztráliai Poona mellett találtak smaragdokat.
Észak-Amerika Észak-Karolina államában néhány helyen szintén találnak egész kis mennyiségű, csiszolásra érdemes smaragdot. Mitchell megyében a smaragd kis zöld erek alakjában földpát és kvarckőzetben fordul elő; a smaragdot a kőzettel együtt csiszolva smaragdmatrix néven hozzák forgalomba, és különböző dísztárgyak készítésére használják.

### Csiszolása és értéke

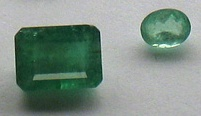
Csiszolt smaragd

A smaragdot többnyire lépcsős táblakővé csiszolják. A zavaros és repedéses köveket néha domborúan csiszolják. A hibátlan, szépszínű smaragdot szabadon, a többit szekrénykésen foglalják, a világos színűek foglalatát zöld lemezkével bélelik, a hibás kövekét pedig feketére szokták festeni, hogy a hibák ne legyenek nagyon szembetűnőek.
A drágakőpiacon a smaragd nevet is felhasználják különböző jelzőkkel ellátva sok jóval kevésbé értékes kő elnevezésére, hogy így ezeket a közönség szemében értékesebbé és kedveltebbé tegyék. Az ókorban általában minden zöld követ smaragdnak hívtak, így a jáspist, malachitot, krizolitot, jadeitet, de régi leletek bizonyítják, hogy az igazi smaragdot is ismerték és használták.
A smaragdhoz hasonló és helyettesítésére használt ásványok még: alexandrit, krizolit, diopszid.